# سریال‌های تلویزیونی ترکیه
سریال‌های تلویزیونی ترکیه (انگلیسی: Turkish television drama)، نوعی برنامه تلویزیونی به زبان ترکی استانبولی ساخته شده در ترکیه است. این درام‌ها منعکس کننده فرهنگ در ترکیه هستند و برخی آن را شناخته شده‌ترین صادرات اقتصادی و فرهنگی کشور می‌دانند. این سریال‌ها از دهه ۲۰۰۰ رشد چشمگیری داشته است و در اواسط دهه ۲۰۱۰ از مکزیک و برزیل به عنوان دومین صادرکننده بزرگ سریال‌های تلویزیونی پس از ایالات آمریکا پیشی گرفته بود. صنعت تلویزیون نقش مهمی در افزایش محبوبیت ترکیه در آسیا، اروپا، آمریکای لاتین و شمال آفریقا داشته است.
سریال‌های ترکی عمدتاً پس از آزادسازی تلویزیون خصوصی در [ترکیه] در دهه ۱۹۹۰ در استانبول تولید می‌شوند. کانال‌های تلویزیونی ترکیه‌ای که درام تولید می‌کنند عبارتند از: سازمان رادیو و تلویزیون دولتی ترکیه، کانال د، شو تی‌وی، استار تی‌وی، شبکه آتی‌وی (ترکیه)، NOW (ترکیه)، تی‌وی ۸ (ترکیه)، و کانال ۷ (ترکیه).
بازار سریال‌های تلویزیونی ترکیه با رقابت شدید محلی مشخص می‌شود؛ از بین ۶۰ سریالی که سالانه در این کشور تولید می‌شود، تقریباً ۵۰٪ به دلیل رقابت شدید بین کانال‌های محلی، بیش از ۱۳ قسمت پخش نمی‌شوند که منجر به کیفیت بالا و محبوبیت تولیدات طولانی‌تر می‌شود.
هر قسمت از یک سریال ترکی معمولاً بین ۱۲۰ و ۱۵۰ دقیقه بدون در نظر گرفتن تبلیغات با این حال، این در مورد سری‌های پلت فرم اینترنتی صدق نمی‌کند.
«چکاوک (مجموعه تلویزیونی)» اولین سریال ترکی بود که در سال ۱۹۸۶ به اتحاد جماهیر شوروی به صورت بین‌المللی صادر شد. برنامه‌های تلویزیونی ترکیه تقریباً همیشه به چندین زبان، دوبله یا زیرنویس شده برای تطبیق با زبان کشور مقصد، در دسترس هستند. موفقیت سریال‌های تلویزیونی ترکیه همچنین باعث رونق گردشگری شده است، زیرا بازدیدکنندگان مشتاق بازدید از مکان‌های مورد استفاده در برنامه‌های مورد علاقه خود هستند. محبوبیت ناگهانی و گسترده بین‌المللی سریال‌های تلویزیونی ترکیه از دهه ۲۰۰۰ میلادی تاکنون، به‌طور گسترده به عنوان یک پدیده اجتماعی مورد تجزیه و تحلیل قرار گرفته است.

## رونق
سهم سریال‌ها به ویژه در رونق اقتصاد ترکیه میلیاردها دلار است. بسیاری از بخش‌ها از گردشگری گرفته تا نساجی از این مزیت استفاده می‌کنند. فرات گولکن (Firat Gülgen)، رئیس هیئت مدیره هلدینگ کالینوس، که تقریباً ۸۰ درصد صادرات بخش سریال‌های تلویزیونی ترکیه را انجام می‌دهد، در سال .۲۰۱۴ می‌گوید: «سریال‌های تلویزیونی ترکیه که در کشورهایی مانند خاورمیانه و شمال آفریقا رکورد زده‌اند.» گولگن در ادامه گفت که یک کانال در ژاپن یک برنامه مستند ۴۵ دقیقه‌ای دربارهٔ سریال‌های تلویزیونی ترکیه پخش کرد و خاطرنشان کرد که این مستند تأثیر سریال‌های تلویزیونی ترکیه بر صادرات و گردشگری را توضیح می‌دهد. از سوی دیگر، در صفحات مجله تایم که در آن دربارهٔ نخست‌وزیر رجب طیب اردوغان بحث شده بود، از صادرات سریال‌های تلویزیونی ترکیه به عنوان «سلاح مخفی نخست‌وزیر اردوغان» یاد شده و بیان شده بود که این سریال‌ها از قدرت نظامی باراک اوباما و قدرت خرج کردن رئیس‌جمهور چین مؤثرتر هستند. در این خبر تأکید شده بود که تأثیر این سریال‌ها در ده‌ها کشور از مقدونیه تا مالزی احساس شده است. گولگن گفت که سریال‌های تلویزیونی آمریکایی به دلیل سریال‌های ترکی در کشورهای خاورمیانه محبوبیت خود را از دست داده‌اند.